# Barberier
Barberier – miejscowość i gmina we Francji, w regionie Owernia-Rodan-Alpy, w departamencie Allier.

## Demografia
Według danych na rok 1990 gminę zamieszkiwało 108 osób, a gęstość zaludnienia wynosiła 13 osób/km². W styczniu 2015 r. Barbierer zamieszkiwały 134 osoby, przy gęstości zaludnienia wynoszącej 16,1 osób/km².